# Junioren

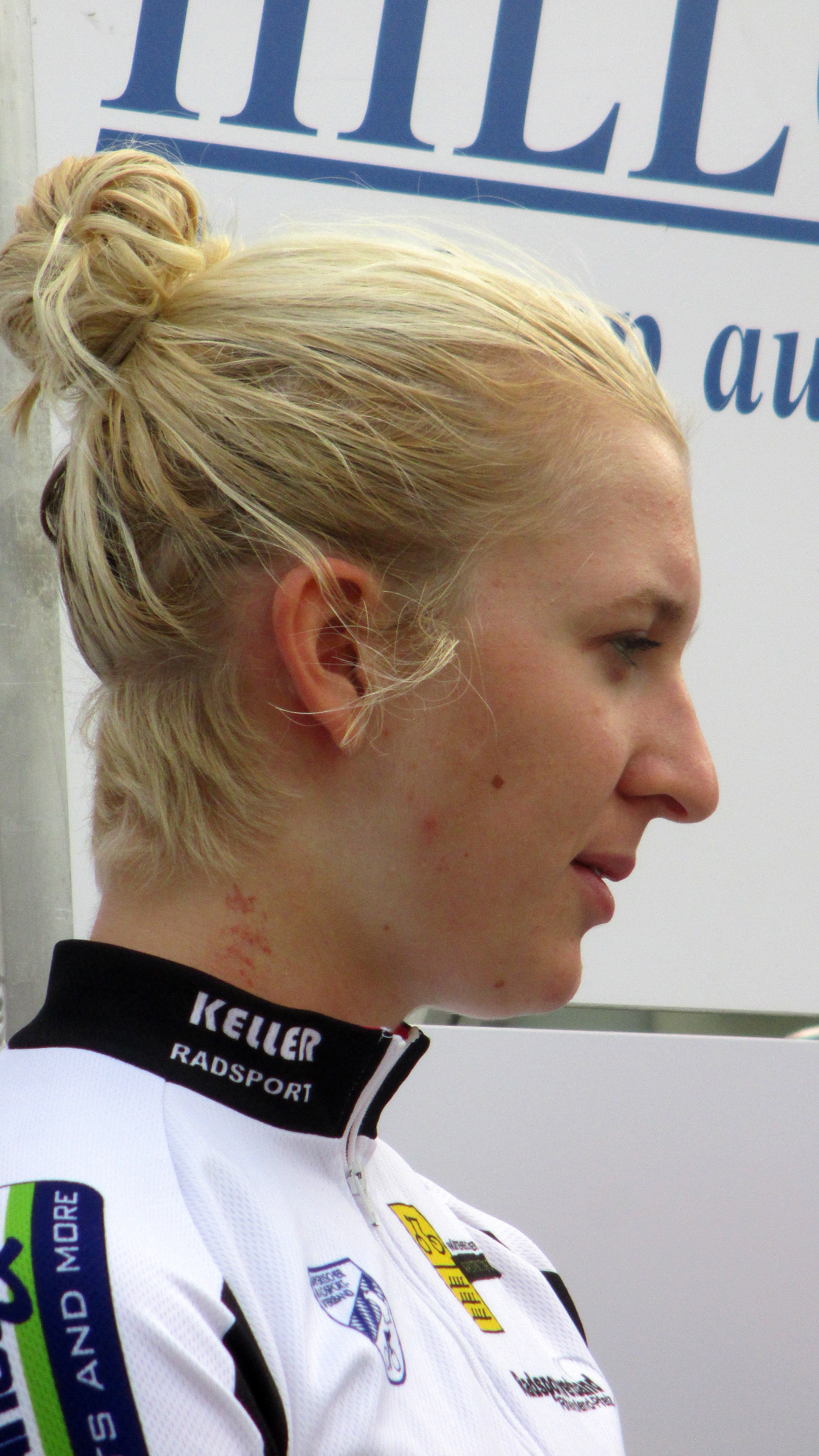
Hannah Ludwig – Juniorinnen U19 – Gewinnerin des 43. Rund um Sebnitz – Straßenradrennen

Junioren ist eine Altersklasse im Sport. Sie bezeichnet in vielen Sportarten die Sportler im Alter von 16 bis 18 Jahren. Für das Aufrücken in eine höhere Altersklasse ist meistens der Jahrgang, nicht das vollendete Lebensjahr ausschlaggebend.
In vielen Sportarten entspricht die Juniorenklasse der internationalen Kategorie U19, die alle Sportler umfasst, die aufgrund ihres Geburtsjahrgangs jünger als 19 Jahre sind, aber nicht der Klasse U17 (in manchen Sportarten, z. B. im Radsport, auch als Jugend, früher B-Jugend bezeichnet) der Sportler unter 17 Jahren angehören.
Für Junioren werden sowohl gesonderte Deutsche Meisterschaften als auch Welt- und Europameisterschaften ausgetragen.

## Junioren im Fechtsport
Im Fechtsport werden 17- bis 19-Jährige als „Junioren“ eingestuft.

## Junioren in der Leichtathletik

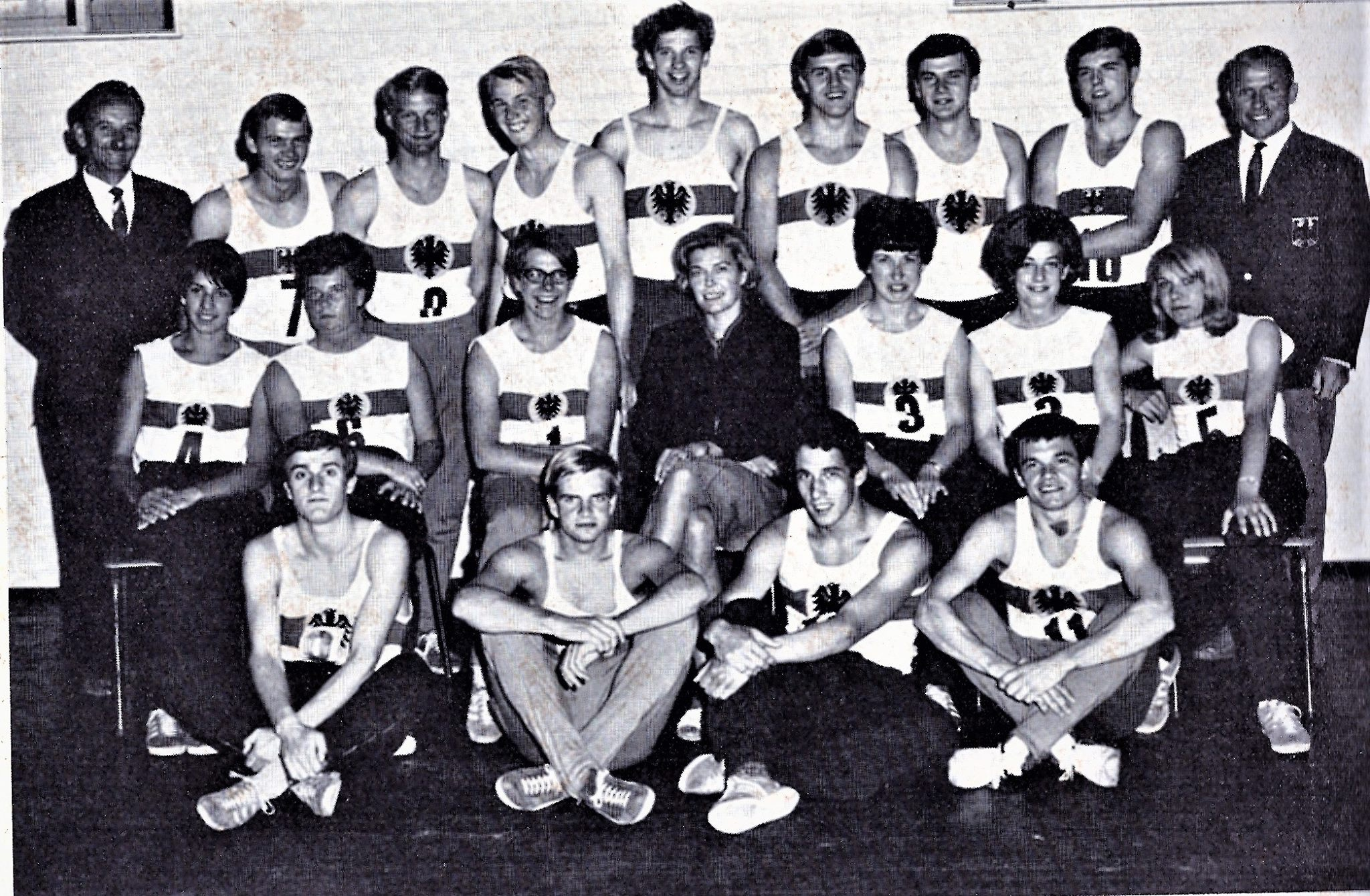
Juniorenauswahl des DLV in Windhuk (1966)

In der Leichtathletik gehören nach den Regeln der Internationalen Leichtathletik-Vereinigung IAAF Athleten an, die am 31. Dezember des Wettkampfjahres 18 oder 19 Jahre alt sind. Nach den Regeln des Deutschen Leichtathletik-Verbandes (DLV) sind Junioren Sportler, die zwischen 20 und 22 Jahre alt sind.
Die IAAF führt 53 Junioren-Weltrekorde, 26 für Männer und 27 für Frauen.

## Junioren im Radsport
Im Radsport entspricht die Juniorenklasse der internationalen Kategorie U19 (vgl. oben). Die Bezeichnungen Junioren und U19 haben im Radsport in den 1980er Jahren die alte Bezeichnung A-Jugend abgelöst. Diese Altersklasseneinteilung wird in Deutschland vom Bund Deutscher Radfahrer (BDR), im internationalen Rahmen von der UCI vorgenommen.

## Juniors im US-amerikanischen Collegesport
Als Junior wird im amerikanischen Bildungswesen ein Student bezeichnet, der sich im dritten Studienjahr an einer High School oder in einem Undergraduate-Programm einer Hochschule befindet. Der Begriff hat sich im High-School- und Collegesport für Athleten in ihrem dritten Jahr ebenfalls durchgesetzt. Im ersten Studienjahr ist die Bezeichnung Freshman, im zweiten Sophomore und im vierten Senior.